# Джорджія Коутс
Джорджія Коутс (англ.  Грузія Coates, 19 лютого 1999) — британська плавчиня.
Учасниця Олімпійських Ігор 2016 року.